# Luis María Gotelli
Luis María Gotelli (Buenos Aires, 31 de marzo de 1919-Miramar, 5 de marzo de 1995) fue un político, ingeniero y empresario argentino. Se desempeñó como ministro de Obras y Servicios Públicos durante la presidencia de Juan Carlos Onganía.

## Biografía
Estudió Ingeniería civil especializándose en hidrología.
Durante la presidencia José María Guido fue Secretario de Energía.
Fue vicepresidente de Servicios Eléctricos del Gran Buenos Aires. Era accionista del Banco de Italia y Río de la Plata, del cual fue vicepresidente, siendo procesado junto a su hijo por la fraudulenta caída de éste en 1985.